# Taro Tan
Taro Philippe Tan (ur. 13 sierpnia 1967) – kanadyjski judoka. Olimpijczyk z Atlanty 1996, gdzie zajął siedemnaste miejsce w wadze półlekkiej.
Uczestnik mistrzostw świata w 1993 i 1995. Startował w Pucharze Świata w latach 1989, 1991, 1992 i 1995-1997. Brązowy medalista igrzysk panamerykańskich w 1995, mistrzostw panamerykańskich w 1990 i 1994, a także igrzysk frankofońskich w 1993. Ośmiokrotny medalista mistrzostw Kanady w latach 1990-1999.

## Letnie Igrzyska Olimpijskie 1996
| Konkurencja | Eliminacje             | Eliminacje                | Klas. końcowa |
| Konkurencja | Przeciwnik I           | Przeciwnik II             | Miejsce       |
| ----------- | ---------------------- | ------------------------- | ------------- |
| 65 kg       | Zhang Guangjun (CHN) Z | Michel de Almeida (POR) P | 17.           |